# Список умерших в 801 году

## Дата смерти неизвестна или требует уточнения
- Рабиа аль-Адавия, видная представительница басрийской школы аскетов (зухд), героиня многочисленных исламских притч, прославляющих бескорыстную любовь к Богу.
- Феофилакт II, герцог Неаполя (794—801).